# Stanisław Gazda
Stanisław Gazda, né le 11 mai 1938 à Pszczyna (Silésie) et mort le 28 octobre 2020 à Rybnik, est un coureur cycliste polonais, membre de l'équipe de Pologne aux Jeux Olympiques de Rome en 1960. Il a été sélectionné plusieurs fois pour le championnat du monde sur route et obtenu de bons résultats à Course de la Paix où il se classait 3e en 1962. Gazda est sociétaire au club cycliste local du Start Bielsko.

## Palmarès thématique
- Course de la Paix[2]
  - 1959 : 16e
  - 1960 : 5e, vainqueur de la 5e étape.
  - 1961 : 20e
  - 1962 : 3e, vainqueur de la 7e étape
  - 1964 : 13e, vainqueur de la 12e étape.
  - 1965 : 18e

- Tour de Pologne[3]
  - 1963 : Vainqueur au classement général
  - 1958 : 3e
  - 1959 : 2e
  - 1962 : vainqueur de la 2e étape
  - 1965 : 6e
  - 1966 : 12e
  - 1967 : 7e, vainqueur de la 3e étape
  - 1968 : 11e
  - 1970 : 11e
  - 1972 : 3e

- Jeux olympiques
  - 1960 (Rome) : 6e de l'épreuve sur route.

- Championnat du monde sur route (amateurs)
  - 1960 : 13e
  - 1963 : 38e

- Tour de l'Avenir[4]
  - 1961 : 44e
  - 1965 : 56e

- autres courses
  - 1964 : 14e étape du Tour du Saint-Laurent (Québec)
  - 1971 : Szlakiem Grodów Piastowskich

- autres classements
  - 1958 : 4e du Tour de Yougoslavie[5]
  - 1963 : 12e du Milk Race
  - 1963 : Classement par équipes du Milk Race avec l'équipe polonaise[6].